# St. Ottilia (Randegg)

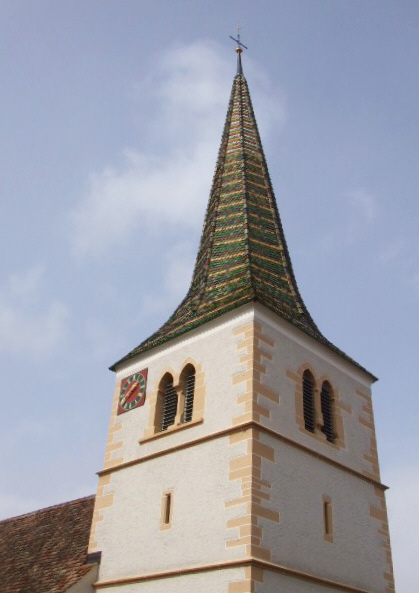
Turm

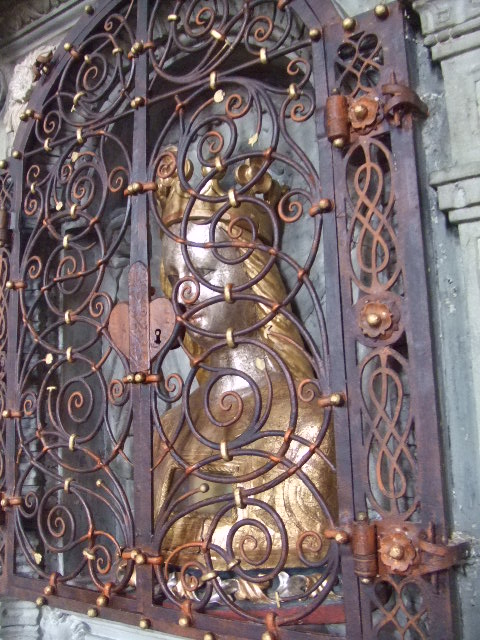
Ottilien-Reliquiar

Die Kirche St. Ottilia liegt im Ortsteil Randegg von Gottmadingen. Zusammen mit dem von Schellenbergschen Schloss prägt die spätgotische katholische Pfarr- und Wallfahrtskirche das historische Ortsbild des kleinen Hegau-Orts. Die Kirche gehört zur Seelsorgeeinheit Gottmadingen im Dekanat Hegau der Erzdiözese Freiburg.
Seit dem 15. Jahrhundert pilgern fromme Christen aus dem ganzen Bodenseeraum zur hl. Ottilie in Randegg.

## Beschreibung
Bei dem Kirchenbau handelt sich um eine um 1500 errichtete Chorturmkirche mit einem Kreuzrippengewölbe im Chor. Vor allem der romanische Turm aus dem 12. Jahrhundert mit leicht schiefem Spitzhelm, der mit glasierten Dachziegeln gedeckt ist, bildet das Wahrzeichen Randeggs. Das Kirchenschiff ist ein barocker Saal mit Régencestuck um 1740. Von der historischen Ausstattung sind hervorzuheben der Hauptaltar um 1750 und der um 1600 zu datierende Ottilienschrein mit einem Gehäuse in Monstranzform.
Die Orgel auf der Empore im hinteren Teil der Kirche wurde 1952 von der Manufaktur Mönch Orgelbau aus Überlingen gebaut. Sie verfügt über 15 Register auf zwei Manualen und Pedal.  1982 wurde die Orgel überholt, dabei wurden im 2. Manual zwei Register verändert.
Im Kirchturm hängt neben zwei größeren historischen Glocken die älteste datierte Glocke der Erzdiözese Freiburg, vielleicht sogar Deutschlands. Diese Glocke mit schwerer Rippe wurde im Jahre 1209 gegossen. Insgesamt hat das Geläut ein außergewöhnlich hohes Durchschnittsalter und ist daher besonders wertvoll.
Das dreistimmige Bronzegeläut hat folgende Daten:
| Glocke | Name                                                       | Gießer            | Gussjahr | Durchmesser | Gewicht | Schlagton |
| ------ | ---------------------------------------------------------- | ----------------- | -------- | ----------- | ------- | --------- |
| 1      | Wetter- und Sturmglocke, auch Wandlungs- oder Marienglocke | Gießhütte Schalch | 1788     | 800 mm      | 450 kg  | as′-10    |
| 2      | Angelusglocke                                              | Hans Frei         | 1586     | 730 mm      | 250 kg  | des″-5    |
| 3      |                                                            | Rueher ?          | 1209     | 650 mm      | 155 kg  | es″-1     |

Alle drei Glocken sind in den Uhrschlag der Turmuhr einbezogen. Die große  Glocke schlägt jeweils die vollen Stunden, für den Viertelstundenschlag sorgen die kleineren Glocken. An zwei Seiten des Turms sind Zifferblätter angebracht.